# Agapetus nivodacus
Agapetus nivodacus là một loài Trichoptera trong họ Glossosomatidae. Chúng phân bố ở miền Cổ bắc.